# REVENGE リベンジ
『REVENGE リベンジ』（原題:Revenge）は2017年に公開されたフランスのアクション映画である。監督はコラリー・ファルジャ、主演はマチルダ・ルッツが務めた。本作はファルジャの映画監督デビュー作でもある。

## ストーリー
ジェニファーはリチャードと不倫関係にあった。ある週末、2人はヘリコプターで砂漠地帯にあるリチャードの別荘へ向かった。ヘリを降りる際、リチャードはパイロットから餞別として幻覚剤の一種を渡された。ところが、ここで予想外の事態が発生した。リチャードの友人（スタンとディミトリ）が別荘にやって来たのである。実は、リチャードは週明けに2人と狩猟をする約束をしていたのである。ジェニファーとの不倫を秘密にしておきたかったリチャードは、2人の来訪を快く思わなかった。その日の夜、4人が酒を飲んで楽しく過ごしていると、ジェニファーはリチャードから幻覚剤を渡された。「スタンとディミトリには内緒だ」と言われたため、ジェニファーは幻覚剤をネックレスの中に隠した。
翌朝、リチャードが散歩に出かけると、スタンがジェニファーを口説きにかかった。ジェニファーがきっぱりと断ったところ、激高したスタンは彼女をレイプした。ディミトリはその一部始終を見ていたが、止めに入ろうとする素振りすら見せなかった。帰宅したリチャードはスタンを一喝し、ジェニファーに多額の口止め料を払うと申し出たが、彼女を家に送り届けるのを拒否した。怒ったジェニファーが「不倫を奥さんにバラしてやる」と言ったところ、リチャードは彼女を殴りつけた。ジェニファーは怖くなって砂漠へと逃げ出したが、男3人から執拗に追いかけ回され、ついには断崖絶壁と追いつめられてしまった。リチャードはヘリのパイロットに連絡するふりをしてジェニファーを油断させ、その隙を突いて彼女を崖下へと突き落とした。安心した3人は死体の回収を翌日以降に行うことにして帰路についたが、ジェニファーはまだ生きていた。幸運にも、ジェニファーは崖の木に引っかかり、数か所に傷を負うだけで済んだのである。
意識を取り戻した後、ジェニファーはライターを使って邪魔な木を取り除き、再び砂漠に足を踏み入れた。その頃、リチャードたちはジェニファーの死体がないことに気が付き、彼女を血眼になって探していた。ほどなくして、ジェニファーは川に向かって用を足しているディミトリを発見した。ジェニファーは近くに置いてあったディミトリのショットガンを手に取ったが、その銃には弾が装填されていなかった。ディミトリはジェニファーを腕力で圧倒し、そのまま溺死させようとした。ジェニファーは必死の思いでディミトリのナイフを奪い、そのナイフで彼の目を突き刺した。ディミトリが川に落ちるのを見届けた後、ジェニファーは使えそうなものを一通り回収し、残り2人の始末に向かった。

## キャスト
※括弧内は日本語吹替
- マチルダ・ルッツ - ジェニファー(ちふゆ)
- ケヴィン・ヤンセンス（フランス語版） - リチャード(神奈延年)
- ヴァンサン・コロンブ（フランス語版） - スタン(里卓哉)
- ギヨーム・ブジェード（フランス語版） - ディミトリ(宮下弘充)
- ジャン＝ルイ・トリベス（フランス語版） - ロベルト

## 製作
2017年2月11日、本作の主要キャストが発表された。14日、ロブが本作で使用される楽曲を手掛けることになったとの報道があった。2018年2月12日、ミュージック・ボックス・レコーズが本作のサウンドトラックを発売した。
本作の主要撮影は2017年2月6日に始まり、同年3月21日に終了した。ロケはパリとモロッコで行われた。

## 公開・マーケティング
2017年8月30日、シャダーが本作の配信権を獲得したとの報道があった。9月11日、本作は第42回トロント国際映画祭でプレミア上映された。2018年1月23日、シャダーでの配信に先立って、ネオンが本作をアメリカで劇場公開すると報じられた。3月31日、本作のオフィシャル・トレイラーが公開された。

## 評価
本作は批評家から絶賛されている。映画批評集積サイトのRotten Tomatoesには129件のレビューがあり、批評家支持率は92%、平均点は10点満点で7.53点となっている。サイト側による批評家の見解の要約は「『REVENGE リベンジ』は復讐物の型を破り、エクスプロイテーション映画の体裁を維持しつつも、タイムリーかつフェミニスティックな捻りを加えている。それで居ながらにして、スリルは些かも損なわれていない。」となっている。また、Metacriticには23件のレビューがあり、加重平均値は81/100となっている。